# Liste der Monuments historiques in Mouliets-et-Villemartin
Die Liste der Monuments historiques in Mouliets-et-Villemartin führt die Monuments historiques in der französischen Gemeinde Mouliets-et-Villemartin auf.

## Liste der Bauwerke
| Bezeichnung                  | Beschreibung                  | Standort | Kennzeichnung | Schutzstatus | Datum | Bild           |
| ---------------------------- | ----------------------------- | -------- | ------------- | ------------ | ----- | -------------- |
| Kapelle in Villemartin       | Erbaut im 13. Jahrhundert     | (Lage)   | PA00083644    | Classé       | 1920  | weitere Bilder |
| Kirche St-Martin in Mouliets | Erbaut im 11./12. Jahrhundert | (Lage)   | PA33000046    | Inscrit      | 2001  | weitere Bilder |

## Liste der Objekte
- Monuments historiques (Objekte) in Mouliets-et-Villemartin in der Base Palissy des französischen Kultusministeriums